# Compost d'inclusió
Un compost d'inclusió és un complex en el qual un component (l'amfitrió) forma una cavitat o, en el cas d'un cristall, una xarxa cristal·lina que conté espais en forma de llargs túnels o canals en els quals es troben entitats moleculars d'una segona espècie química (l'hoste).
No hi ha vincle covalent entre hoste i amfitrió, l'atracció es deu generalment a les forces de van der Waals. Si els espais de la gelosia de l'amfitrió estan tancats per tots els costats de manera que l'espècie convidada quedi «atrapada» com en una gàbia, aquests compostos es coneixen com a clatrats o «compostos de gàbia».